# Уондерленд
«Уо́ндерленд» (англ. Wonderland) — американо-канадская криминальная драма 2003 года режиссёра Джеймса Кокса, основанная на реальных событиях, убийствах, совершённых в июле 1981 года. В главных ролях: Вэл Килмер, Кейт Босуорт, Лиза Кудроу, Джош Лукас, Тим Блейк Нельсон и Дилан Макдермотт, а также Кристина Эпплгейт, Эрик Богосян и Кэрри Фишер.

## Сюжет
Джон Холмс был первой мировой порнозвездой. У «Короля», знаменитого своими уникальными размерами, было больше 14 000 женщин, число его экранных работ превышало тысячу.
В 1981 году, когда секс-монарх ушёл на покой, погрузившись в липкий кокаиновый дурман, четверо друзей Джона, ограбившие по его наводке миллионера-мафиози, были жестоко убиты в доме на Уондерленд-авеню. Эту чудовищную бойню сравнивали с резней в поместье Шерон Тэйт. Все знали, что «Король» сыграл в ней не последнюю роль, но какую именно — неизвестно до сих пор.

## В ролях
| Актёр                 | Роль                           |
| --------------------- | ------------------------------ |
| Вэл Килмер            | Джон Холмс                     |
| Кейт Босуорт          | Доун Шиллер девушка Джона      |
| Лиза Кудроу           | Шэрон Холмс                    |
| Джош Лукас            | Рон Лэуниус                    |
| Тим Блейк Нельсон     | Билли Деверелл                 |
| Дилан Макдермотт      | Дэвид Линд                     |
| Кристина Эпплгейт     | Сьюзан Лониус                  |
| Эрик Богосян          | Эдди Нэш                       |
| Кэрри Фишер           | Салли Хенсен                   |
| Фрэнки Джи            | Луис                           |
| М. К. Гейни           | Билли Уорд                     |
| Джанин Гарофало       | Джой Миллер                    |
| Тед Левайн            | Сэм Нико                       |
| Фэйзон Лав            | Грег Дайлз                     |
| Наташа Грегсон Вагнер | Барбара Ричардсон              |
| Пэрис Хилтон          | Барби                          |
| Скут Макнейри         | Джек                           |
| Майкл Питт            | Гофер (сцены удалены)          |
| Алексис Дзена         | девушка Гофера (сцены удалены) |